# 井口秀作
井口 秀作（いぐち しゅうさく、1964年 - ）は、日本の法学者。専門は憲法。特にフランスの国民投票制度、日本の憲法改正手続法（国民投票法）について研究。愛媛大学教授。

## 来歴
- 1964年 - 新潟県南魚沼市出身

### 学歴
- 1989年 ‐ 一橋大学法学部 卒業
- 1991年 ‐ 一橋大学 法学研究科修士課程 修了
- 1994年 ‐ 一橋大学 法学研究科博士後期課程 単位取得満期退学

### 職歴
- 1994年 ‐ 大阪産業大学 教養部 専任講師
- 1997年 - 大阪産業大学 教養部 助教授
- 2001年 - 大阪産業大学 人間環境学部 助教授
- 2005年 ‐ 大東文化大学 大学院法務研究科 助教授
- 2007年 ‐ 大東文化大学 大学院法務研究科 教授
- 2012年 ‐ 愛媛大学 法文学部 教授
- 2013年 - 香川大学大学院 香川大学愛媛大学連合法務研究科 副研究科長（愛媛大学法文学部教授と兼任）
- 2020年 - 愛媛大学 教育研究評議会 評議員
- 2022年 - 愛媛大学 法文学部長[1][2]

## 社会的活動
- 1996年から2005年 ‐ 大東市個人情報保護審査会委員
- 1997年から2005年 ‐ 大東市情報公開審査会委員
- 2000年から2005年 ‐ 四条畷市情報公開・個人情報保護審査会委員（会長）
- 2014年 -  参議院憲法審査会参考人
- 2020年には日本学術会議会員の任命問題に反対し、川端善一郎元京都大学教授らに呼びかけて「菅首相による学術会議会員任命拒否に抗議する愛媛の学者・文化人有志」を結成し、菅義偉内閣総理大臣に対し声明を出した[3]。

## 著作
- 『改憲の何が問題か』（共著、岩波書店、2013年）
- 『フランスの憲法判例２』（共著、信山社、2013年）
- 『ニューアングル憲法』 （共著、法律文化社、2012年）
- 『新版・体系憲法辞典』（共著、青林書院、2008年）
- 『ここがヘンだよ日本の選挙』（共著、学習の友社、2007年）
- 『いまなぜ憲法改正国民投票法なのか』（共著、蒼天社出版、2006年）
- 『フランスの憲法判例』（共著、信山社、2002年）
- 『日本国憲法史年表』（共著、勁草書房、1998年）